# Pāvels Seļivanovs
Pavels Seļivanovs (Riga, 23 de julho de 1952) é um ex-jogador de voleibol da Letônia que competiu pela União Soviética nos Jogos Olímpicos de 1976 e 1980.
Em 1976, ele fez parte do time soviético que conquistou a medalha de prata no torneio olímpico, no qual atuou em cinco partidas. Quatro anos depois, ele ganhou a medalha de ouro com a equipe soviética na competição olímpica de 1980, participando de todos os seis jogos.